# Баоро
Баоро (фр. Baoro) — город на западе Центральноафриканской Республики, на территории префектуры Нана-Мамбере.

## География
Абсолютная высота — 702 метра над уровнем моря.

## Население
По данным на 2021 год численность населения составляет 18 089 человек.
Динамика численности населения города по годам:
| 1988  | 2003   | 2013   | 2021   |
| ----- | ------ | ------ | ------ |
| 5 900 | 13 065 | 15 001 | 18 089 |

## Транспорт
Через Баоро проходит два транс-африканских автодорожных маршрута:
- шоссе Лагос-Момбаса
- шоссе Триполи-Кейптаун